# Kuhberg bei Gröst
Der Kuhberg bei Gröst ist ein FFH-Gebiet in der Stadt Mücheln (Geiseltal) im Saalekreis in Sachsen-Anhalt.

## Allgemeines
Das FFH-Gebiet ist circa 12 Hektar groß. Das Gebiet überlagert sich mit dem Landschaftsschutzgebiet „Gröster Berge“. Es ist durch die Landesverordnung zur Unterschutzstellung der Natura 2000-Gebiete im Land Sachsen-Anhalt (N2000-LVO LSA) seit dem 21. Dezember 2018 rechtlich gesichert. Zuständige untere Naturschutzbehörde ist der Saalekreis.

## Beschreibung
Das FFH-Gebiet liegt südwestlich von Halle (Saale) zwischen Braunsbedra und Freyburg (Unstrut) im Naturpark Saale-Unstrut-Triasland. Es umfasst die oberen Lagen der westlichen, nördlichen und südlichen Hänge und Teile des Plateaus des Kuhberges. Diese wurden früher als Triftweide mit Streuobstbeständen genutzt. Durch die Weidenutzung entwickelten sich Trocken- und Halbtrockenrasen. Auf den teilweise verbuschten Flächen siedeln Knäuelglockenblume, Silberdistel, Gewöhnlicher und Deutscher Fransenenzian, Helmknabenkraut, Purpurknabenkraut, Graue Skabiose, Bartgras, Walliser Schwingel, Badener Rispengras, Steppenfenchel und Pfriemengras.
Das Gebiet beherbergt eine individuenreiche Population der Zauneidechse.
Das FFH-Gebiet ist vielfach von landwirtschaftlichen Nutzflächen umgeben. Zur Pflege wird es regelmäßig mit Schafen beweidet.